# Blepharicera intermedia
Blepharicera intermedia är en tvåvingeart som beskrevs av Peter Zwick 1998. Blepharicera intermedia ingår i släktet Blepharicera och familjen Blephariceridae. Inga underarter finns listade i Catalogue of Life.